# Салонен, Эса-Пекка
Эса-Пекка Са́лонен (фин. Esa-Pekka Salonen; род. 30 июня 1958, Хельсинки, Финляндия) — финский дирижёр и композитор.

## Биография
Изучал композицию в Академии Сибелиуса в Хельсинки. Вместе с К. Саариахо и М. Линдбергом создал в 1977 группу фин.  Korvat auki («Открыв уши»), в 1980 с Линдбергом, А. Карттуненом (виолончель), К. Криикку (кларнет) и др. – ансамбль новой музыки «Toimii» (фин. «получилось!»), в 1983 вместе с Ю. П. Сарасте и О. Похйола – камерный оркестр «Avanti!». Учредитель (2003; совместно с М. Тиденом, В. А. Гергиевым и Всемирным фондом дикой природы) и постоянный участник международного музыкального Фестиваля Балтийского моря в Стокгольме.
Как дирижёр дебютировал в 1979 с Симфоническим оркестром Финского радио. В 1984—1995 — руководитель симфонического оркестра Шведского радио, в 1992—2009 — музыкальный руководитель симфонического оркестра Лос-Анджелеса. В 1985 дирижировал мировой премьерой Третьей симфонии В. Лютославского (премия «Граммофон»). C 2004 — один из семи постоянных руководителей Парижской оперы. В 2006 дирижировал здесь мировой премьерой оперы Саариахо «Адриана-мать». С 2008 г. возглавляет лондонский оркестр «Филармония».
Один из наиболее востребованных дирижёров начала XXI века, особенно известен как пропагандист новейшей музыки. Среди многочисленных записей — произведения Джона Адамса, Белы Бартока, Гектора Берлиоза, Людвига ван Бетховена, Антона Брукнера, Йозефа Гайдна, Клода Дебюсси, Дьёрдя Лигети, Магнуса Линдберга, Ференца Листа, Витольда Лютославского, Густава Малера, Оливье Мессиана, Карла Нильсена (все симфонии), Сергея Прокофьева, Арво Пярта, Сергея Рахманинова, Сильвестре Ревуэльтаса, Кайи Саариахо, Яна Сибелиуса, Игоря Стравинского, Тору Такэмицу, Арнольда Шёнберга, Дмитрия Шостаковича, собственные сочинения.

## Признание
- В 1993 году удостоен Премии Академии Киджи. В 2006 году признан в США музыкантом года. В 2014 году стал лауреатом Премии Неммерса в области музыкальной композиции[англ.][1]. Почётный Рыцарь-командор ордена Британской империи (KBE, 2020).
- Международная премия «Балтийская звезда» (2020)[2].

## Произведения
- «…auf den ersten Blick und ohne zu wissen…», концерт для саксофона с оркестром по роману Кафки «Процесс» (1980—1981)
- Floof, для сопрано и ансамбля, на тексты С. Лема (1982, ред. 1989, премия ЮНЕСКО, 1992)
- Лос-Анджелесские вариации для оркестра (1996, по заказу Лос-Анджелесского филармонического оркестра)
- Пять картин на стихи Сапфо, для сопрано и ансамбля (1999)
- Дихотомия, для фортепиано (2000)
- Мания, для виолончели с оркестром или ансамблем (2000)
- Инородные тела (англ. Foreign bodies), для оркестра (2001)
- Бессонница (Insomnia), для оркестра (2002)
- Wing on wing, для двух сопрано, магнитофона и оркестра (2004)
- Концерт для фортепиано с оркестром (2007)
- Концерт для скрипки с оркестром (2009)